# Gongchenqiao (sockenhuvudort i Kina, Zhejiang Sheng, lat 30,32, long 120,13)
Gongchenqiao är en sockenhuvudort i Kina. Den ligger i provinsen Zhejiang, i den östra delen av landet, nära eller i provinshuvudstaden Hangzhou. Antalet invånare är 48 004. Befolkningen består av 24 148 kvinnor och 23 856 män. Barn under 15 år utgör 9,0 %, vuxna 15-64 år 75 %, och äldre över 65 år 14,0 %.
Runt Gongchenqiao är det mycket tätbefolkat, med 5 206 invånare per kvadratkilometer. Närmaste större samhälle är Hangzhou, 3,8 km sydost om Gongchenqiao. Runt Gongchenqiao är det i huvudsak tätbebyggt.
Genomsnittlig årsnederbörd är 1 869 millimeter. Den regnigaste månaden är juni, med i genomsnitt 328 mm nederbörd, och den torraste är november, med 74 mm nederbörd.